# Peter Watchorn
Peter Watchorn, né le 30 mai 1957 à Newcastle (Nouvelle-Galles du Sud, Australie) est un claveciniste australien d'origine, installé aux États-Unis. 

## Biographie
Il étudie le clavecin avec Margaret Lloyd à Newcastle, puis, dans les années 1970, avec Nancy Salas à Sydney. Il donne des récitals de façon régulière à partir des années 1980. Il obtient un doctorat en musique de l'Université de Boston en 1995 avec une thèse sur l'interprétation des Suites anglaises de Jean-Sébastien Bach. De 1993 à 2002, il enseigne chaque été son instrument au Oberlin Conservatory of Music dans l'Ohio. À la fin des années 1990, il devient professeur de clavecin à l'Université Harvard et enregistre plusieurs disques d'œuvres de Bach pour la maison Hänssler Classic.
À ses talents de virtuose, il ajoute érudition musicale et expérience pratique de la facture de clavecins copiés d'instruments originaux des XVIIe et XVIIIe siècles. Son activité comprend la réalisation de concerts publics et/ou retransmis, soit en soliste soit avec des formations orchestrales et chorales, l'enregistrement sur CD de musique pour le clavecin des XVIIe et XVIIIe siècles. 
Il est spécialisé dans la musique de Bach et celle des compositeurs français ou allemands du XVIIe, ainsi que des virginalistes anglais. Il est généralement reconnu comme un spécialiste de l'histoire de la renaissance de la musique ancienne au cours du XXe siècle et a publié une biographie de la claveciniste Isolde Ahlgrimm (1914–1995) dont il a été l'élève, à Vienne, de 1985 à 1992, et à qui il consacre une biographie en 2007.
Il assure le continuo et est conseiller artistique du Publick Musick dirigé par Thomas Folan et est l'un des cofondateurs et directeur du Boston Bach Ensemble avec Julian Wachner de 1995 à 2001.
Il compte parmi ses élèves le claveciniste irano-américain Mahan Esfahani avec qui il a enregistré l'intégrale des œuvres pour clavecin de John Bull sous l'étiquette Musica Omnia, dont il est l'un des cofondateurs.